# 猫城
猫城（ねこじょう）は福岡県中間市にあった日本の城。

## 概要
室町時代に麻生氏が築城。戦国時代末期の天正6年（1578年）に宗像氏領になる。敵が攻めてくるときは山が高くなり・城から攻め下りるときは山が低くなるなど、猫が背を高くしたり低くしたりしているように感じるので猫城（ねこじょう）と命名されたと言われる。
宗像氏貞は雑兵150名をつけ猫城へ家臣・吉田倫行を配属。天正8年（1580年）5月、大友宗麟の家臣である立花城の立花道雪の指令を受けた鷹取城主・毛利鎮実が攻め込むが、宗像勢は激戦の末これを討ち破った。宗像氏断絶後に廃城。江戸時代には福岡藩の所領になり、第2代藩主黒田忠之が猫城跡に月瀬八幡宮を建立している。
猫城跡には、宗像市の市花で有名なカノコユリが夏に一斉に咲く。城跡の近くには高倉健（本名 小田剛一）の先祖である小田宅子の生家跡がある。高倉健は「猫城跡」の石碑を月瀬八幡宮に奉納している。

## アクセス
- JR福北ゆたか線筑前垣生駅から徒歩およそ25分